# 유혹 (2014년 드라마)
《유혹》은 2014년 7월 14일부터 2014년 9월 16일까지 방영된 SBS 월화드라마이다.

## 줄거리
인생의 끝에 몰린 한 남자가 거부할 수 없는 매혹적인 제안을 받고 돌이킬 수 없는 선택을 하면서 이어지는 관계 속에서 진정한 사랑의 의미를 찾아가는 네 남녀의 예측불허 사랑이야기를 담은 멜로드라마이다.

## 등장 인물

### 주요 인물
- 최지우 : 유세영 역 석훈의 옛 연인
- 권상우 : 차석훈 역 세영의 옛 연인 홍주의 남편
- 박하선 : 나홍주 역 석훈의 아내
- 이정진 : 강민우 역 지선의 남편 제니의 옛 연인

### 세영의 주변 인물
- 김소영 : 유세진 역 - 세영의 동생
- 김성겸 : 유달호 역 - 세영의 아버지
- 홍여진 : 정윤숙 역 - 유 회장의 비서 겸 집사
- 주진모 : 최석기 역 - 동성그룹 고문 변호사

### 석훈의 주변 인물
- 김형범 : 조영철 역 - 석훈의 선배

### 홍주의 주변 인물
- 최일화 : 나시찬 역 - 홍주의 아버지, 공영 주차장 관리직
- 이정신 : 나홍규 역 - 홍주의 남동생
- 안세하 : 박한수 역 - 홍주의 친구

### 민우의 주변 인물
- 조휘준 : 로이 역 - 민우의 아들 제니의 친아들
- 윤아정 : 한지선 역 - 민우의 아내
- 정혜선 : 임정순 역 - 민우의 어머니
- 김지영 : 강윤아 역 - 민우의 큰딸
- 허정은 : 강성아 역 - 민우의 작은 딸
- 최현 : 김두현 역 - 민우의 운전기사

### 그 외 인물
- 조미령 : 주명화 역
- 미상 : 장태훈 역

### 특별출연
- 페이 : 제니 역 - 로이의 생모 민우의 옛연인
- 황석하 : 두회장 역
- 미상 : 고동식 역

## 시청률
최저 시청률과 최고 시청률은 시청률 조사회사와 지역별로 시청률에 차이가 있을 수 있습니다.
| 2014년      | 2014년      | 2014년         | 2014년       | 2014년         | 2014년       |
| 회차        | 방송일      | TNmS 시청률    | TNmS 시청률  | AGB 시청률     | AGB 시청률   |
| 회차        | 방송일      | 대한민국(전국) | 서울(수도권) | 대한민국(전국) | 서울(수도권) |
| ----------- | ----------- | -------------- | ------------ | -------------- | ------------ |
| 제1회       | 7월 14일    | 9.6%           | 11.9%        | 7.6%           | 8.6%         |
| 제2회       | 7월 15일    | 8.3%           | 10.3%        | 8.0%           | 9.1%         |
| 제3회       | 7월 21일    | 8.2%           | 9.9%         | 9.0%           | 10.3%        |
| 제4회       | 7월 22일    | 8.4%           | 10.8%        | 8.3%           | 9.3%         |
| 제5회       | 7월 28일    | 8.8%           | 10.5%        | 9.0%           | 9.3%         |
| 제6회       | 7월 29일    | 8.5%           | 10.4%        | 8.9%           | 9.6%         |
| 제7회       | 8월 4일     | 6.9%           | 8.7%         | 8.3%           | 9.3%         |
| 제8회       | 8월 5일     | 8.3%           | 10.3%        | 9.5%           | 10.7%        |
| 제9회       | 8월 11일    | 7.2%           | 9.5%         | 8.6%           | 9.2%         |
| 제10회      | 8월 12일    | 7.4%           | 9.6%         | 8.6%           | 9.3%         |
| 제11회      | 8월 18일    | 7.9%           | 9.6%         | 8.1%           | 9.0%         |
| 제12회      | 8월 19일    | 8.3%           | 10.7%        | 8.8%           | 9.3%         |
| 제13회      | 8월 25일    | 8.1%           | 9.8%         | 9.6%           | 10.6%        |
| 제14회      | 8월 26일    | 8.4%           | 10.9%        | 10.0%          | 10.7%        |
| 제15회      | 9월 1일     | 9.3%           | 11.1%        | 11.3%          | 12.2%        |
| 제16회      | 9월 2일     | 8.5%           | 11.0%        | 10.1%          | 11.4%        |
| 제17회      | 9월 8일     | 6.7%           | 8.2%         | 6.6%           | 7.2%         |
| 제18회      | 9월 9일     | 8.1%           | 9.8%         | 8.3%           | 8.9%         |
| 제19회      | 9월 15일    | 7.7%           | 9.6%         | 8.8%           | 9.7%         |
| 제20회      | 9월 16일    | 10.1%          | 12.6%        | 10.8%          | 11.7%        |
| 평균 시청률 | 평균 시청률 | 8.2%           | 10.3%        | 8.9%           | 9.8%         |

## 이모저모
- 2013년 《메디컬 탑팀》 이후 1년여 만에 브라운관에 복귀하는 권상우에 대한 주연 물망 사실이 배우 이미연, 윤은혜와 함께 2014년 5월 20일에 드러났으나[3][4] 최종적으로 최지우가 확정되었다는 사실이 6월 4일에 드러났다.[5]
- 최지우와 권상우는 2004년 《천국의 계단》에서 절절한 멜로 연기를 펼치며 화제를 불러 모은 이후 10년만에 《유혹》으로 다시 만나게 되었다.[6]
- 전작인 《메디컬 탑팀》 당시 시청률과 관련하여 구설수[7]에 오른 권상우는 제작발표회 현장에서 이를 언급하는 기자에게 시청률을 말하는 대신 월드컵 태극전사를 응원하면서 한국 대표팀의 2:1 승리를 기대했다.[8][9]
- 드라마의 시청률이 저조하자 권상우는 “월화드라마든 수목드라마든 요즘 가장 많이 나오는 게 11% 정도다. 사실 기분 차지 그렇게 객관적인 어떤 자료는 아닌 거 같다”며 “요즘 분위기가 시청률 의식을 많이 안하는 듯하다. 물론 현장 에너지에는 영향이 있을 거다. 하지만 우리 드라마를 많이 봐주더라. 작품을 하다 보면 우리 작품이 소외당하는지 아닌지를 배우들이 제일 먼저 안다. 근데 ‘유혹’은 절대 그렇지 않다”[10]라고 하면서 새로운 경쟁작인 《연애의 발견》에 대해 “현실적이라고 좋은 작품은 아닌 것 같다”면서 “제일 비현실적인 MBC ‘야경꾼일지’가 시청률 1위 아니냐”라고 말했다.[11]
- 권상우와 이정진은 영화 말죽거리 잔혹사 이후 10년만에 재회 하였다.

## 동시간대 드라마
- KBS 월화드라마

《트로트의 연인》 (2014년 6월 23일 ~ 2014년 8월 12일)
《연애의 발견》 (2014년 8월 18일 ~ 2014년 10월 7일)
- MBC 월화드라마

《트라이앵글》 (2014년 5월 5일 ~ 2014년 7월 29일)
《야경꾼 일지》 (2014년 8월 4일 ~ 2014년 10월 21일)